# Gil Gutknecht

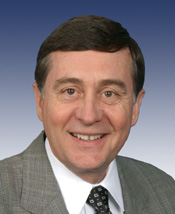
Gil Gutknecht

Gilbert William „Gil“ Gutknecht (* 20. März 1951 in Cedar Falls, Black Hawk County, Iowa) ist ein US-amerikanischer Politiker. Zwischen 1995 und 2007 vertrat er den Bundesstaat Minnesota im US-Repräsentantenhaus.

## Werdegang
Gil Gutknecht studierte nach der High School bis 1973 an der University of Northern Iowa. Später besuchte er bis 1978 das World Wide College of Auctioneering, ebenfalls in Iowa. Gutknecht war im Handel und im Immobiliengeschäft tätig. Seit 1979 veranstaltete er auch Hausversteigerungen.
Politisch wurde er Mitglied der Republikanischen Partei. Zwischen 1982 und 1994 saß er als Abgeordneter im Repräsentantenhaus von Minnesota. Bei den Kongresswahlen 1994 wurde er im ersten Wahlbezirk von Minnesota in das US-Repräsentantenhaus in Washington, D.C. gewählt. Dort trat er am 3. Januar 1995 die Nachfolge von Tim Penny an. Nach fünf Wiederwahlen konnte er bis zum 3. Januar 2007 sechs zusammenhängende Legislaturperioden im Kongress absolvieren. Dort war er Mitglied in einem Unterausschuss des Landwirtschaftsausschusses. Bei den Wahlen des Jahres 2006 unterlag er Tim Walz.
Gil Gutknecht ist mit Mary Keefe verheiratet. Das Paar hat drei erwachsene Kinder und lebt in Rochester.